# James Hahn

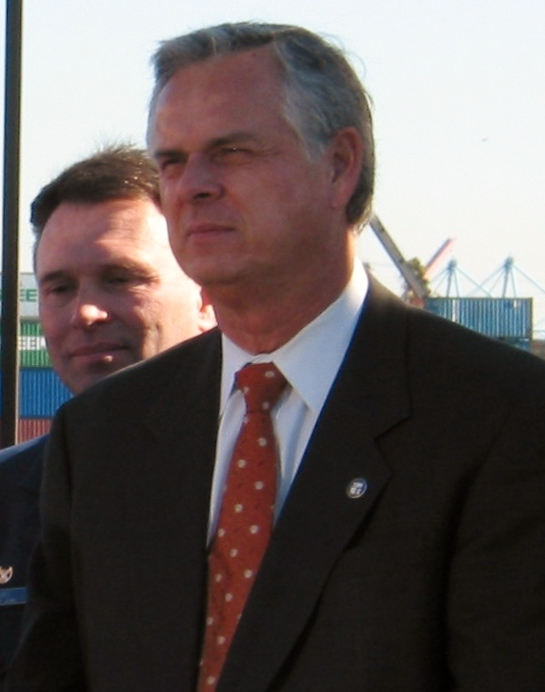
James Hahn (vorne) im Jahr 2012

James Kenneth Hahn (* 3. Juli 1950 in Los Angeles) ist ein US-amerikanischer Politiker, der von 2001 bis 2005 Bürgermeister von Los Angeles war. Sein Amtsvorgänger war Richard Riordan. Er wurde am 17. Mai 2005 von Antonio Villaraigosa abgelöst, der ihn in einer Stichwahl mit 59 Prozent der Stimmen bezwang. Hahn gehört der demokratischen Partei an.
Hahn wuchs im Stadtteil Morningside Park im Stadtbezirk South Los Angeles auf. Er besuchte die Manchester Avenue Elementary School, die Daniel Freeman Elementary School, die Horace Mann Junior High School und die Lutheran High School. Anschließend studierte er Anglistik und Rechtswissenschaften an der Pepperdine University in Malibu. Nach dem Abschluss arbeitete er als Staatsanwalt.
Als Bürgermeister von Los Angeles war Hahn unter anderem mit der Modernisierung des Los Angeles International Airport wie auch mit den wirtschaftlichen Problemen der Stadtteile Hollywood und San Fernando Valley beschäftigt.
Hahn lebt im Stadtteil San Pedro, in dem sich der Hafen von Los Angeles befindet. Er war verheiratet und hat zwei Kinder. Einige seiner Familienmitglieder – darunter sein Vater Kenny Hahn und seine Schwester Janice Hahn – waren bzw. sind im Staatsdienst beschäftigt.